# Jan Michał Minkowski
Jan Michał Minkowski, in. John Michael Minkowski (ur. 1916 w Zurychu, zm. 8 lutego 1991 w Baltimore) – oficer kawalerii WP, uczestnik kampanii wrześniowej 1939, profesor fizyki.

## Życiorys
Ukończył gimnazjum w Warszawie i studia z zakresu fizyki na Uniwersytecie Warszawskim. Jako ppor. rezerwy uczestniczył w kampanii wrześniowej. Awansowany na porucznika walczył w 12 pułku ułanów. Następnie został internowany przez Rosjan. Po ucieczce z niewoli przedostał się do niemieckiej strefy okupacyjnej. Tu został aresztowany i osadzony w obozie jenieckim. Przez całą wojnę przebywał jako jeniec najpierw w Oflagu II C Woldenberg, a następnie w Oflagu VII A Murnau w Bawarii. Po wyzwoleniu przez wojska amerykańskie zamieszkał w Zurychu w Szwajcarii gdzie ukończył Politechnikę Federalną (Eidgenössische Technische Hochschule Zürich, ETHZ). W 1950 wyjechał na stałe do Stanów Zjednoczonych, gdzie zamieszkał w Baltimore, będąc w latach 1952–1987 pracownikiem Johns Hopkins University. Początkowo był zatrudniony w Laboratorium Promieniowania (Radiation Laboratory). W 1963 obronił doktorat, a w 1968 został profesorem elektrotechniki. Przeszedł na emeryturę w 1987 roku. Zmarł na raka płuc w swoim domu w Baltimore.

## Rodzina
Urodził się w rodzinie inteligenckiej, był synem Anatola i Marii z Zandów. Od 1951 był mężem Anne Hastings Shreve. Miał z nią czterech synów, dr medycyny Johna S. Minkowskiego (Baltimore); Andrew (Virginia Beach w stanie Wirginia), Christophera (Ithaca w stanie Nowy Jork) i Marka (Palo Alto w Kalifornii).

## Literatura
Obituaries – Jan Minkowski, 74, Engineering Professor, „The New York Times” Feb. 8, 1991, Section B, Page 5 wersja elektroniczna